# Іванов-Вано Іван Петрович
Іван Петрович Іванов-Вано (* 27 січня 1900, Москва, Російська імперія — †25 березня 1987, Москва, СРСР) — радянський режисер мультиплікації, художник, аніматор. Один із засновників радянської мультиплікації.

## Фільмография
- Горбоконик
- Пригоди Буратіно
- Гуси-лебеді